# رينان (لاعب كرة قدم مواليد 1988)
رينان هو لاعب كرة قدم برازيلي في مركز الوسط، ولد في 25 أغسطس 1988 في سالغادو دي ساو فيليكس في البرازيل. لعب مع غاليسيا سبورت ‏.